# 徠夢
徠夢（らむ、（平成元年）1989年3月28日 - ）は、日本の元AV女優。
趣味・特技:音楽鑑賞、料理

## 略歴・人物
巨乳（Hカップ）の企画単体女優である。
- 2009年 - 4月　『E-BODY 』（E-BODY）でAVデビュー。
- 2009年 - 12月　ブログの更新停止。この頃に引退。
- 2010年 - 6月　ブログ削除。

デビュー当時は1989年3月28日生まれだが、現在は1989年9月27日生まれ。

## 出演作品

### アダルトビデオ
2009年
- E-BODY（4月13日、E-BODY）
- Boin「徠夢」Box（5月1日、ABC/妄想族）
- 94cm Icup（5月19日、OPPAI） ※「RAMU」名義
- 新婚コスプレ美人若妻Hカップの淫らなボイン（5月19日、CROSS）
- Boin「徠夢」Box2（6月1日、ABC）
- 爆乳チャン○ロード Hカップ94cm 裸夢（6月26日、チェリーズ） ※「裸夢」名義
- OL援交の全記録 05 銀行の受付担当 Iカップ Lum（7月1日、カルマ） ※「Lum」名義
- 独占!人の妻ワイドスペシャル 奥が好き、その硬いので壊れるくらい突いてー!! 夫は知らない素人妻たちの異常なまでの性欲（8月11日、アテナ映像） ※「佐々木徠夢」名義
- 乳舐め吸い VOL.8（9月11日、映天）
- 乳揉み VOL.8 （10月16日、映天）
- 初脱ぎ熟女（12月19日、MARIA）「しの」名義
- 熟れたオンナは気まぐれで男を挑発する。 〜ボロアパートに住む欲求不満な新婚妻〜（12月25日、マドンナ）

2010年
- 半ズボン少年の無邪気ないたずらで思わず感じてしまったおっぱいおねえさん（1月21日、ナチュラルハイ）
- 貴方の身体を舐めながらマジオナニーさせて下さい♥（1月22日、映天）
- 爆乳おっぱい 赤ちゃんプレイしながら 手コキ（1月22日、映天）
- 巨乳狩りセックス 計画的レイプ（1月22日、映天）
- 巨乳美熟女（1月30日、ドリームステージエンタテインメント）
- 某医大病院に入院すれば巨乳ナースと確実にヤレる!（2月4日、V&Rプロダクツ）
- お行儀の悪いママ 僕の性奴隷にしてあげる（2月5日、映天）
- 中出しザーメンでずぼオナニー（2月5日、映天）
- 巨乳風俗嬢がお店に内緒でお客にした事の全記録（3月5日、映天）
- 人妻指ずぼオナニー 初恋相手をおかずに思い出オナニーする人妻はこんなにえげつない!（3月5日、映天）※「磯野徠夢」名義
- 幼い爆乳娘達のセックス（5月1日、映天）

2011年
- 巨乳・爆乳 女性用出張回春エステで感じちゃった私…（10月7日、映天）

2012年
- リラクゼーションエステ健全店でヤレるのか!? 3（6月1日、映天）